# Hans Robert Kalbitzer
Hans Robert Kalbitzer (* 10. April 1949 in Ludwigshafen am Rhein) ist ein deutscher Physiker, Mediziner und Professor an der Universität Regensburg.

## Leben und Werk
Hans Robert Kalbitzer wurde als Sohn von Dorothea Wentzel und Hans Kalbitzer am 10. April 1949 geboren. Er besuchte von 1955 bis 1959 die Luitpoldschule und von 1959 bis 1967 das Theodor-Heuss-Gymnasium in Ludwigshafen am Rhein und studierte von 1967 bis 1971 Medizin und von 1968 bis 1971 Physik an der Universität Göttingen. Dann wechselte er 1971 an die Universität Heidelberg, wo er seine Studien fortsetzte. 1973 legte er dort das Staatsexamen in Medizin ab und schloss 1976 das Physik-Studium mit dem Diplom ab. Zudem erlangte er 1976 an der Universität Heidelberg den Grad Dr. med. für eine Doktorarbeit mit dem Titel Die Bindung von Calcium- und Magnesiumionen an Vesikel des Sarkoplasmatischen Retikulums: Eine Mangan(II)-Elektronenspinresonanz-Untersuchung. Nach der Medizinalassistentenzeit an den Universitätskliniken von Heidelberg und Mannheim erhielt er 1978 die Approbation als Arzt. Von 1977 bis 1986 war er als Gruppenleiter in der Abteilung der Molekularen Physik am Max-Planck-Institut für medizinische Forschung tätig, wo er 1981 mit Kernresonanzuntersuchungen am Faktor IIIlac (heute EIIAlac) des phosphoenolpyruvatabhängigen Phosphotransferasesystems an der Physikalischen Fakultät der Universität Heidelberg promovierte. Danach habilitierte er sich an der Fakultät für Medizin in Biochemie mit den Arbeiten über ESR- und NMR-Untersuchungen zu Struktur und Mechanismus von phosphatübertragenden Enzymen und Transportproteinen und erhielt 1984 die Lehrbefugnis (venia legendi) in Biochemie. Von 1987 bis 1996 war er als selbständiger Wissenschaftler in der Abteilung für Biophysik von Ken Holmes am Max-Planck-Institut für medizinische Forschung tätig, wo er 1995 an der Fakultät für Biologie der Universität Heidelberg zusätzlich die Lehrbefugnis für Biophysik erhielt. Seit 1997 ist er Professor an der Universität Regensburg und leitete bis 2014 den Lehrstuhl für Biophysik im Institut für Biophysik und Physikalische Biochemie in der Fakultät für Biologie und Vorklinische Medizin, wo er von 2003 bis 2006 auch Dekan war. Seit 2011 ist er Direktor des Zentrums der Magnetischen Resonanz in Chemie und Biomedizin (CMRCB) an der Universität Regensburg. Zusammen mit Fritz Huber und Werner Kremer ist er Mitgründer der Lipofit GmbH (jetzt numares AG, Regensburg) und Gründer von Kalbitzer-Innovations UG.
Kalbitzer arbeitet auf dem Gebiet der Biochemie und der Kernspinresonanzspektroskopie (NMR). Insbesondere die Anwendung von hohen Drücken in der NMR wurde von ihm vorangetrieben und führte zur Identifikation und Strukturaufklärung von Konformeren des medizinisch bedeutsamen Makromoleküls Ras, die bei der Protein-Protein-Erkennung eine wichtige Rolle spielen. Sie sind die Grundlage der intrinsischen Allosterie, die neue Ansätze und Angriffspunkte in der pharmazeutischen Forschung ermöglicht und damit die Krebsforschung und Krebsbehandlung nachhaltig beeinflussen können.
Kalbitzer veröffentlichte bisher mehr als 250 Arbeiten und 5 Patente. Seit 1994 ist er mit Ulrike Kalbitzer, geb. Stind, verheiratet und hat zwei Kinder.
Kalbitzer ist Mitglied verschiedener Wissenschaftsorganisationen, darunter der Deutschen Gesellschaft für Biochemie und Molekularbiologie (GBM) und der Deutschen Gesellschaft der Chemie (GDCh).
- 1993 Visiting scientist, Stanford University, Stanford, Kalifornien, USA
- 1997 JSSP-Award, Kobe University Kobe, Japan
- 2001 Visiting scientist, Protein Design Group CNB-CSIC, Cantoblanco, Spanien
- 2007 Visiting scientist, University of California, Berkeley, Kalifornien, USA
- 2011 HFSP Award